# Placas de identificação de veículos na Arábia Saudita

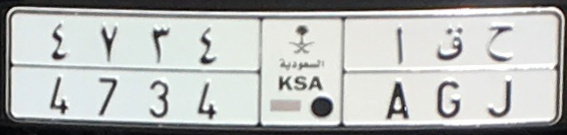
Placa frontal (modelo largo) de veículo particular com identificação nacional no meio, posterior a 2014

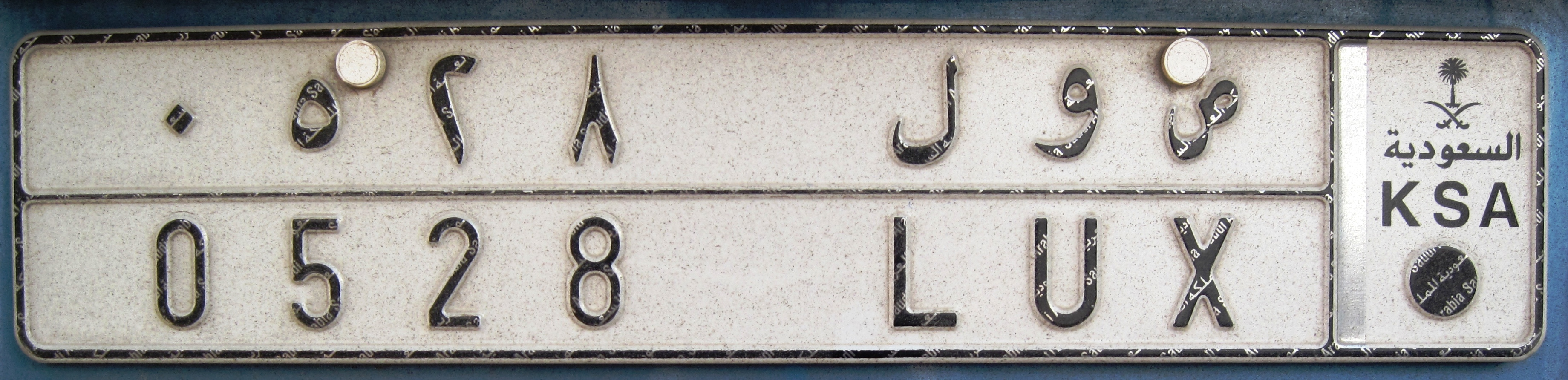
Placa de veículo particular com identificação nacional no lado direito, anterior a 2014

As Placas de identificação de veículos na Arábia Saudita são fabricadas pela Imprensa Nacional em Riade. O país toma as medidas necessárias para garantir que todos os habitantes do país registrem seus veículos dentro da Arábia Saudita e que os veículos usem placas de identificação de veículos na dianteira e na traseira.
As placas possuem três letras e até quatro dígitos em língua árabe. Como em outros países árabes, as placas sauditas possuem "janelas" com letras árabes e algarismos arábicos e a equivalência letras latinas e algarismos indo-arábicos, respectivamente. No lado direito - ou na parte central desde 2014), a placa contém o brasão de armas da Arábia Saudita e o código internacional KSA escrito verticalmente - horizontalmente desde 2014. Na parte de baixo há um selo oficial. As placas padrão sempre têm quatro dígitos, iniciando-se com zeros quando necessário, no formato 1234 ABC. Placas personalizadas podem conter um, dois ou três dígitos com ou sem zeros à esquerda. A leitura dos caracteres no alfabeto latino é feita da esquerda para a direita, tal como se lê, embora a leitura em árabe seja feita no sentido oposto, isto é, da direita para a esquerda. Além disso, a tradução nem sempre corresponde. Apenas 17 das 29 letras do alfabeto árabe são usadas nas placas.
Placas especiais, com números baixos, tais como 1 ou numerais repetidos 8888 9999 0000, combinações associadas a nomes próprios, etc., alcançam altos valores em leilões.

## Tabela de correspondência
As seguintes letras do alfabeto árabe são usadas nas placas dos veículos sauditas.
| Árabe | Transcrição latina | Transliteração real (se diversa) |
| ----- | ------------------ | -------------------------------- |
| ا     | A                  |                                  |
| ب     | B                  |                                  |
| ح     | J                  | ḥ                                |
| د     | D                  |                                  |
| ر     | R                  |                                  |
| س     | S                  |                                  |
| ص     | X                  | ṣ                                |
| ط     | T                  |                                  |
| ع     | E                  | ‘                                |
| ق     | G                  | q                                |
| ك     | K                  |                                  |
| ل     | L                  |                                  |
| م     | Z                  | m                                |
| ن     | N                  |                                  |
| هـ    | H                  |                                  |
| و     | U                  |                                  |
| ى     | V                  | ā / ỳ                            |

## Combinações proibidas
Algumas combinações são proibidas, tanto no significado em árabe, quanto pelas inscrições no alfabeto latino. Dentre elas estão SEX, ASS e outras. No entanto, KSA (Kingdom of Saudi Arabia, Reino da Arábia Saudita em inglês) é uma combinação permitida.

## Categorização
As placas sauditas são categorizadas pela cor de fundo da janela que contém o brasão do país e o código internacional KSA, estes sempre na cor preta.
| Cor da janela | Categoria     | Figura                                   | Exemplo versão estreita: 335x155mm | Exemplo versão larga: 550x110mm |
| ------------- | ------------- | ---------------------------------------- | ---------------------------------- | ------------------------------- |
| Branco        | Particular    | Círculo (⚫︎)                             |                                    |                                 |
| Amarelo       | Táxis, ônibus | Triângulo (apontado para cima) (▲)       |                                    | \|                              |
| Azul          | Comercial     | Triângulo (apontado para baixo) (▼)      |                                    |                                 |
| Cinza         | Temporário    | Triângulo (apontado para a esquerda) (◀) |                                    |                                 |
| Verde         | Diplomático   | —                                        |                                    |                                 |